# Sepiola
Sepiola (Rossia) je rod hlavonožců z čeledi sepiolovití (Sepiolidae), jenž je příbuzný sépiím. Do tohoto rodu patří deset druhů sepiol.

## Druhy
- Rossia brachyura Verrill, 1883
- Rossia bullisi Voss, 1956
- Rossia glaucopis Lovén, 1845
- sepiola velká (Rossia macrosoma) (Delle Chiaje, 1830)
- Rossia megaptera Verrill, 1881
- Rossia moelleri Steenstrup, 1856
- Rossia mollicella Sasaki, 1920
- sepiola tichomořská (Rossia pacifica) Berry, 1911
- Rossia palpebrosa Owen, 1834
- Rossia tortugaensis Voss, 1956